# Walter Monckton, 1. Viscount Monckton of Brenchley
Walter Turner Monckton, 1. Viscount Monckton of Brenchley GCVO KCMG MC PC KC (* 17. Januar 1891 in Plaxtol, Kent, England; † 9. Januar 1965) war ein britischer Politiker der Conservative Party.

## Leben
Nach dem Besuch der Harrow School studierte Monckton Rechtswissenschaften am Balliol College der University of Oxford und war 1913 Präsident der Oxford Union. Während des Ersten Weltkrieges leistete er seinen Militärdienst in der British Army und wurde für seine Tapferkeit mit dem Military Cross ausgezeichnet. 1918 erhielt er seine anwaltliche Zulassung und war anschließend als Barrister tätig. Neben seiner Tätigkeit als Gerichtsberichterstatter für Hythe von 1930 bis 1937 wurde er 1932 Kronanwalt des Herzogtums Cornwall. 1936 war er juristischer Berater von König Edward VIII. bei dessen Abdankung. Er erhielt für seine Rolle in der Abdankungskrise 1937 den ersten KCVO in der Regierungszeit Georgs VI. Er blieb auch danach beratend für den abgedankten König tätig und vermittelte unter anderem dessen Rückkehr von der iberischen Halbinsel und die Annahme des Gouverneurstitels der Bahamas.
Monckton lehnte in den späten 1930ern und Anfang der 1940er mehrfach Angebote der führenden Politiker der Zeit (Neville Chamberlain und Winston Churchill) ab, in einem „sicheren“ Wahlkreis für die Konservativen anzutreten, wohl auch aufgrund seiner stark dem Sozialismus zuneigenden persönlichen Ansichten. Seit dem Beginn des Zweiten Weltkriegs war er Generaldirektor des Presse- und Zensurbüros im Ministry of Information und wurde im Dezember 1940 Generaldirektor des gesamten Ministeriums. Nach der Gründung des 1941 Committee nahm er mehrfach an dessen Sitzungen teil. Er korrespondierte während des Krieges intensiv mit dem Labour-Politiker Stafford Cripps, damals Botschafter in Moskau. 1941 ging er für ein Jahr nach Kairo, wo er die britische Propaganda im Nahen Osten leitete. Den Rest des Krieges verbrachte er in hohen quasi-öffentlichen Positionen, blieb aber außerhalb der Regierung.
Zwischen Mai und Juli 1945 war er für kurze Zeit Solicitor General for England and Wales in der Übergangsregierung von Premierminister Winston Churchill. Neben seiner juristischen Tätigkeit engagierte er sich auch als Sportfunktionär im Cricket und war zunächst von 1950 bis 1952 Präsident des Surrey County Cricket Club. Bei den Unterhauswahlen vom 25. Oktober 1951 wurde er als Kandidat der Conservative Party erstmals zum Abgeordneten in das House of Commons gewählt und vertrat in diesem bis 1957 den Wahlkreis Bristol West.
1951 berief ihn Premierminister Churchill zum Minister für Arbeit und den Nationalen Dienst in dessen Regierung. Im darauf folgenden Kabinett von Churchills Nachfolger Anthony Eden war er zuerst zwischen Dezember 1955 und Dezember 1956 Verteidigungsminister und danach bis zum Ende von Edens Amtszeit 1957 Paymaster General.
Monckton, der zwischen 1956 und 1957 auch Präsident des Marylebone Cricket Club war, schied am 11. Februar 1957 aus dem Unterhaus aus, wurde als Viscount Monckton of Brenchley in den erblichen Adelsstand erhoben und gehörte damit bis zu seinem Tod dem House of Lords an. Zugleich wechselte er in die Privatwirtschaft und war zwischen 1957 und 1964 nicht nur Vorstandsvorsitzender der Midland Bank, sondern zugleich 1958 auch für kurze Zeit Vorsitzender des Vorstands der Iraq Petroleum Company. Daneben war er zwischen 1959 und 1965 abermals Präsident des Surrey County Cricket Club sowie von 1961 bis 1965 erster Kanzler der neugegründeten University of Sussex.
Bei seinem Tod folgte ihm 1965 sein Sohn Gilbert Walter Riversdale als 2. Viscount Monckton of Brenchley sowie als Mitglied des Oberhauses. Seine zweite Ehefrau, Bridget Helen Hore-Ruthven, mit der er seit 1947 verheiratet war, war als 11. Lady Ruthven of Freeland aufgrund des Peerage Act 1963 ebenfalls zwischen 1963 und ihrem Tod 1982 Mitglied des Oberhauses. Sein Enkel ist der Journalist Christopher Monckton, der heutige 3. Viscount Monckton of Brenchley, der seit November 2010 Vorsitzender der UK Independence Party ist.